# ساختمان بانک تجارت
ساختمان بانک تجارت مربوط به دوره پهلوی است و در خرم‌آباد، حریم قلعه فلک الافلاک، شمال دانشگاه لرستان واقع شده و این اثر در تاریخ ۲۳ شهریور ۱۳۸۲ با شمارهٔ ثبت ۹۹۷۱ به‌عنوان یکی از آثار ملی ایران به ثبت رسیده است.